# Gordon Douglas
Gordon Douglas (Nova York, Estats Units, 15 de desembre de 1907 − Los Angeles, Califòrnia, 29 de setembre de 1993) va ser un director de cinema, actor, guionista i productor estatunidenc.

## Biografia
Va començar al món del cinema el 1930 actuant com extra en diverses pel·lícules, fins a 1935, any en què va realitzar el seu últim paper i va dirigir la seva primera pel·lícula.
Va dirigir el 1935 un curtmetratge, per després passar a dirigir els episodis de la famosa sèrie infantil Our Gang, protagonitzada pels populars Alfalfa, Sparky i Darla ella, entre d'altres, fins a 1939.
El 1939 va realitzar el seu primer llargmetratge, titulat Zenobia, una comèdia protagonitzada per Oliver Hardy i Harry Langdon. El company habitual de Hardy, Stan Laurel, havia estat acomiadat de la productora i es va tractar d'aparellar a Hardy amb Langdon, un altre famós còmic de l'època muda. Posteriorment Gordon Douglas si que dirigir Laurel i Hardy a Saps at Sea quedant Harry Landgdon com a guionista.
El 1941 va realitzar una altra comèdia, Broadway Limited, protagonitzada per Victor McLaglen. Durant tota la dècada de 1940 va realitzar diverses comèdies menors, fins a 1944, quan va dirigir A Night of Adventure una destacable producció de sèrie B, de misteri.
El 1948 va dirigir The Black Arrow, una adaptació de la novel·la La fletxa negra de Robert Louis Stevenson, protagonitzada per Louis Hayward, veritable especialista en el gènere de capa i espasa. L'any següent, amb el mateix protagonista, va realitzar la seva primera incursió en el cinema negre amb La gran amenaça.
El 1949 va dirigir el seu primer western, The Doolins of Oklahoma, amb Randolph Scott com a protagonista, amb qui repetiria l'any següent en el western Nevada.
Durant 1950 va tornar al gènere de capa i espasa dirigint noves versions dels clàssics que Errol Flynn havia fet populars a finals de la dècada de 1930, realitzant Fortunes of Captain Blood, on va actuar novament Louis Hayward, i amb una nova versió de Robin Hood, protagonitzada per John Derek.
L'any 1950 va tornar al cinema negre amb Kiss Tomorrow Goodbye, protagonitzada per James Cagney.
El 1951 va realitzar novament un western, una nova adaptació de la història dels germans James , anomenada The Great Missouri Raid, sent el més original de la pel·lícula que la història està narrada des del punt de vista de Fran James, interpretat per Wendell Corey, en lloc de per Jesse James, interpretat per Macdonald Carey. També de 1951 és el western Only the Valiant, amb Gregory Peck.
Va realitzar un gran nombre de pel·lícules, adaptant-se a les diferents modes i tendències que van imperant a Hollywood, i per exemple, realitza Maru Maru, amb Errol Flyn com a protagonista, com resposta a la moda de pel·lícules selvàtiques, o  Them! , amb James Arness, per al gènere de moda, la ciència-ficció.
A partir de 1952 va començar a col·laborar amb Alan Ladd en films realitzats per a més glòria de l'estrella. En La dona d'acer es narraven les aventures de Jim Bowie, l'inventor del ganivet Bowie.
La seva següent pel·lícula junts va ser La història de McConnel, on June Allyson va acompanyar Ladd al capdavant del repartiment en una pel·lícula que tractava la Guerra de Corea. Santiago, el 1956, va ser una pel·lícula d'aventures en la qual Ladd va ser acompanyat per l'actriu italiana Rossana Podestá; millor fortuna va tenir La terra és gran, en la qual Ladd repetia amb Virginia Mayo com companya d'actuació, com ho havia estat en La dona d'acer, comptant amb la presència d'Edmond O'Brien.
Durant aquesta època també va realitzar unes altres tres pel·lícules destacables: els western La càrrega dels genets indis i Yellowstone Kelly, protagonitzades per Guy Madison i Clint Walker, respectivament, i el drama bèl·lic Bombers B-52.
En la dècada de 1960 no va deixar de treballar, demostrant la seva versatilitat, capaç de dirigir pel·lícules de qualsevol gènere, fins i tot una de les protagonitzades per Elvis Presley, Follow that Dream, o una comèdia de Bob Hope, L'amo de la selva, o Jerry Lewis, Un guillat en òrbita.
El 1964 realitzaria una de les seves pel·lícules més recordades, el western Río Conchos, protagonitzada per Richard Boone, Stuart Whitman, Anthony Franciosa i Jim Brown.
Entre les superproduccions, es va atrevir a realitzar una nova versió de La diligència de John Ford, i que repetia l'esquema de l'antecessora.
Una vegada més adapta el seu cinema a les modes, quan la sèrie de James Bond triomfa en els cinemes, es va crear un personatge similar, Derek Flint, que interpreta James Coburn, i de qui Gordon Douglas va realitzar la seva segona pel·lícula, In Like Flint.
El 1967 va realitzar el western Chuka, amb Rod Taylor com a protagonista.
Douglas havia treballat amb Frank Sinatra a dues pel·lícules: el musical Sempre tu i jo  el 1954, i en Quatre gàngsters de Chicago, en la qual apareixien reunits gairebé tots els membres del clan Sinatra. Tanmateix, seria a finals de la dècada de 1960 quan la col·laboració d'ambdós donaria lloc a una trilogia del cinema negre de gran èxit en el seu moment.
La trilogia va començar el 1967 amb la pel·lícula Tony Rome en la que Sinatra donava vida al detectiu Tony Rome, nascut de la ploma del novel·lista Marvin H. Albert. El 1970, en La dama de ciment, Sinatra reprenia novament el paper de Tony Rome en l'adaptació d'una altra aventura del detectiu d'origen literari.
Entre aquestes dues pel·lícules, el tàndem Douglas-Sinatra va realitzar la pel·lícula El detectiu, amb Lee Remick com a companya de repartiment, on per primera vegada s'introduïa obertament el tema de l'homosexualitat.
En la dècada de 1970 Douglas no va aconseguir realitzar cap obra destacable: una pel·lícula amb Burt Reynolds, La baula perduda; una continuació de En la calor de la nit , protagonitzada per Sidney Poitier, They call me Mister Tibbs!;
un espagueti western, Els malfactors de Riu Bravo; una nova versió televisiva de Nevada Smith, i Viva Knievel!, el 1977, van ser els seus últims treballs com a director.
Gordon Douglas va morir de càncer, a l'edat de 85 anys, a Los Angeles, Califòrnia.

## Filmografia

### Director
| - 1935: Lucky Beginners - 1935: The Infernal Triangle - 1936: Bored of Education - 1936: Two Too Young - 1936: Pay As You Exit - 1936: Spooky Hooky - 1936: General Spanky - 1937: Reunion in Rhythm - 1937: Glove Taps - 1937: Hearts Are Thumps - 1937: Rushin' Ballet - 1937: Three Smart Boys - 1937: Roamin' Holiday - 1937: Night 'n' Gales - 1937: Fishy Tales - 1937: Framing Youth - 1937: The Pigskin Palooka - 1937: Our Gang Follies of 1938 - 1938: Bear Facts - 1938: Came the Brawn - 1938: Feed 'em and Weep - 1938: Hide and Shriek - 1938: The Little Ranger - 1938: Aladdin's Lantern - 1938: Canned Fishing - 1939: Zenobia | - 1940: Saps at Sea - 1941: Broadway Limited - 1941: Niagara Falls - 1942: The Devil with Hitler - 1942: The Great Gildersleeve - 1943: Gildersleeve's Bad Day - 1943: Gildersleeve on Broadway - 1944: Gildersleeve's Ghost - 1944: A Night of Adventure - 1944: Girl Rush - 1944: The Falcon in Hollywood - 1945: Zombies on Broadway - 1945: First Yank Into Tokyo - 1946: Dick Tracy vs. Cueball - 1946: San Quentin - 1948: If You Knew Susie - 1948: The Black Arrow - 1948: Walk a Crooked Mile - 1949: The Doolins of Oklahoma - 1949: Mr. Soft Touch |

| - 1950: The Nevadan - 1950: Fortunes of Captain Blood - 1950: Rogues of Sherwood Forest - 1950: Kiss Tomorrow Goodbye - 1950: Between Midnight and Dawn - 1951: The Great Missouri Raid - 1951: Only the Valiant - 1951: I Was a Communist for the FBI - 1951: Come Fill the Cup - 1952: Mara Maru - 1952: L'amant de ferro (The Iron Mistress) - 1953: She's Back on Broadway - 1953: La càrrega dels genets indis (The Charge at Feather River) - 1953: So This Is Love - 1954: Són elles! (Them!) - 1954: Young at Heart - 1955: The McConnell Story - 1955: Sincerely Yours - 1956: Santiago - 1957: El gran país (The Big Land) - 1957: Maverick (sèrie TV) - 1957: Bombers B-52 - 1958: Fort Dobbs - 1958: The Fiend Who Walked the West - 1959: Up Periscope - 1959: Emboscada (Yellowstone Kelly) | - 1961: The Sins of Rachel Cade - 1961: Gold of the Seven Saints - 1961: Claudelle Inglish - 1962: Follow That Dream - 1963: Call Me Bwana - 1964: Robin and the 7 Hoods - 1964: Rio Conchos - 1965: Sylvia - 1965: Harlow - 1966: Stagecoach - 1966: Way... Way Out - 1967: In Like Flint - 1967: Chuka - 1967: Tony Rome - 1968: The Detective - 1968: Lady in Cement - 1970: Skullduggery - 1970: They Call Me MISTER Tibbs! - 1970: Barquero - 1973: Slaughter's Big Rip-Off - 1975: Nevada Smith (TV) - 1977: Viva Knievel! |

### Actor
- 1930: Teacher's Pet: Caterer
- 1930: Looser Than Loose
- 1931: Chickens Come Home, de James W. Horne
- 1931: Pardon Us: mecanògraf
- 1931: Big Ears: infermer
- 1931: Come Clean, de James W. Horne: el recepcionista
- 1931: One Good Turn, de James W. Horne: Un jugador
- 1931: The Kickoff: Bit
- 1931: Beau Hunks, de James W. Horne: Legionari
- 1931: On the Loose, de Hal Roach
- 1932: Love Pains
- 1932: The Knockout
- 1932: You're Telling Me: Eddie Morgan
- 1932: Too Many Women
- 1932: Birthday Blues: Repartidor
- 1933: The Fatal Glass of Beer: Estudiant

### Guionista
- 1936: Kelly the Second
- 1939: The Housekeeper's Daughter
- 1948: If You Knew Susie

### Productor
- 1944: The Falcon in Hollywood